# غیر-شناخت‌گرایی
ناشناخت‌گرایی (به انگلیسی: non-cognitivism)، نظریهٔ فرااخلاقی است که مطابق آن جملات اخلاقی نشان‌دهنده گزاره‌های (بیانیه‌های منطقی) نبوده و بنابرین نمی‌توانند درست یا نادرست باشند (آن‌ها قابل تصدیق یا تکذیب نیستند). یک ناشناخت‌گرا این ادعای شناخت‌گرا که «داوری‌های اخلاقی از نظر عینی صدق‌پذیر هستند، چون آن‌ها برخی ویژگی‌های دنیا را توصیف می‌کنند» رد می‌نمایند. اگر گزاره‌های اخلاقی قابل تصدیق نیستند و اگر فردی نمی‌تواند در مورد چیزی که حقیقت نیست دانش داشته باشد، ناشناخت‌گرایی این معنی را می‌رساند که دانش اخلاقی نا ممکن است.
ناشناخت‌گرایی مستلزم این است که نگرش‌های غیرشناختی مبنای گفت‌مان اخلاقی را شکل می‌دهد و بنابرین این گفتمان حاوی کنش‌های گفتاری غیر خبری است، هرچند این امر را می‌پذیرد که ویژگی‌های ظاهری آن ممکن است به‌طور موافق و مؤثر نشان‌دهنده این باشد که گویا گفت‌مان اخلاقی، شناختی است. هدف تفسیر کردن ادعاهای اخلاقی به‌عنوان کنش‌های گفتاری غیرخبری این است تا تشریح گردد که، اگر ادعای اخلاقی قابل تصدیق و تکذیب نیستند، پس چه‌چیزی هستند (آن‌گونه که فلسفه‌های اثبات‌گرایی منطقی استلزام دارند). گفتارهای چون «هو به کشتار!» و «قتل نکن» قابل تصدیق یا تکذیب نیستند، بلکه معنی غیرشناختی دارند.

## انواع
عاطفه‌گرایی که با آفرد جی. آیر، حلقه وین و سی.ال. استیونسون نسبت داده می‌شود، پیشنهاد می‌نماید که جملات اخلاقی اساساً اظهارات عاطفی از نگرش یک فرد است و هدف آن تأثیرگذاری بر اعمال شنونده می‌باشد. بر اساس این نظریه، جمله «کشتن نادرست است» به «کشتن، هو!» یا «من کشتن را تأیید نمی‌کنم» ترجمه می‌شود.
از بستگان نزدیک عاطفه‌گرایی عبارت از توصیه‌گرایی جهانی است که توسط آر.ام. هیر انکشاف داده شده‌است. توصیه‌گراها گزاره‌های اخلاقی را به عنوان امریه‌های جهانی تفسیر نموده و رفتارهای را برای پیروی همه توصیه می‌کنند. طبق توصیه‌گرایی، عبارت‌های چون «تو نباید قتل کنی!» یا «دزدی نکن!» واضح‌ترین اظهارهای اخلاقی هستند، در حالی‌که تغییر آن عبارت‌ها به «کشتن نادرست است» باعث مبهم شدن معنی جملات اخلاقی می‌گردد.
سایر انواع ناشناخت‌گرایی شامل نظریه شبه‌واقع‌گرایی از سیمون بلک‌برن و بیان‌گرایی هنجاری از آلان گیبارد می‌باشد.

## استدلال‌های له
هممانند سایر نظریه‌های فرا اخلاقی غیرواقع‌گرا، ناشناخت‌گرایی به‌طور وسیع توسط استدلال غرابت پشتیبانی شده‌است: اگر ویژگی‌های اخلاقی وجود می‌داشت، این ویژگی‌ها نظر به سایر ویژگی‌ها که در هستی موجود است متفاوت می‌بود، چون آن‌ها هیچ تأثیر مشاهداتی بر دنیا ندارند. مردم در کل نگرشی منفی نسبت به قتل دارند، که این امر احتمالاً بیشتر ما را از قتل کردن بازمی‌دارد. اما، آیا واقعاً نادرست بودن قتل نقشی مستقل دارد؟ آیا کدام مدرکی مبنی بر موجودیت ویژگی نادرست بودن در دسترس است و بعضی کارها چنین ویژگی را دارند؟ برخی‌ها ممکن فکر کنند که همین احساس قوی که ما هنگام دیدن یا فکر کردن در مورد قتل داریم نشان‌دهنده غلط بودن قتل است. اما تشریح کردن این احساسات بدون گفتن این‌که غلط بودن علت آن‌ها است، مشکل نیست. از این‌رو، هیچ روش متمایز کننده برای این‌که ویژگی‌های اخلاقی موجود است یا نه وجود ندارد؛ از نظر اوکام ریزر، ساده‌ترین فرضیه این است که وجود ندارد. بنا برین، ناشناخت‌گراها سپس استدلال می‌نمایند، چون گزارهٔ در مورد یک ویژگی اخلاقی هیچ مرجعی ندارد، پس بیانیه‌های اخلاقی باید چیزی دیگری باشند.

### توصیه‌گرایی جهانی
استدلال‌های توصیه‌گرایی جهانی متمرکز بر کارکرد بیانیه‌های هنجاری می‌باشد.
توصیه‌گراها استدلال می‌کنند که جملات حقیقی و جملات توصیهٔ از هم کاملاً متفاوت هستند، هم‌مانند تغییراتی که انتظار می‌رود در به هم زدن کلمات واژه و دنیا (word و world) ایجاد گردد. اگر کسی فرض می‌نماید که «سرخ یک عدد است»، پس از نظر قواعد دستور زبان انگلیسی این جملهٔ گفته شده غلط خواهد بود. چون این فرضیه بیان شده اشیای «سرخ» و «عدد» را توصیف می‌کند، هر کسی با دانش کافی از زبان انگلیسی متوجه اشتباه بودن این چنین توصیه و این جمله گفته شده می‌شود. با این حال، اگر هنجار «تو نباید قتل کنی!» گفته شود و این فرضیه (با این حقیقت که یک شخص در حال کشته شدن است) منفی گردد، در این حالت گوینده نباید این جمله خود را به «دیگران را بکش» تغییر دهد، بلکه باید روی شنیع بودن عمل کشتن مجدداً تأکید نماید. تنظیم نمودن جملات بر مبنای واقعیت عینی و تنظیم نمودن واقعیت بر مبنای کلمات کاربرد متناقض زبان نامیده می‌شود؛ یعنی، جملات توصیهٔ نوعی متفاوت از جملات هنجاری هستند. اگر حقیقت از طریق نظریه تطبیقی دانسته می‌شود، پرسش صادق بودن یا کاذب بودن جملات که مشروط به پدیدارهای خارجی است نمی‌تواند آزمایش گردد (همان‌گویی را ببینید).
برخی شناخت‌گراها استدلال می‌نمایند که بعضی اظهارات مانند «شجاع» هم دارای عناصر حقیقی و هم دارای عناصر هنجاری هستند، اما این تمایز را توسط تجزیه و تحلیل تفکیک کرد. توصیه‌گراها استدلال می‌کنند که مطابق به شرایط که جمله گفته می‌شود، عنصر حقیقی بودن یا هنجاری بودن این‌گونه اظهارات غالب می‌باشد. این جمله «قهرمان A شجاعانه رفتار کرد» غلط است، اگر A از خطر فرار کرده باشد. اما جمله «شجاع باش و برای سرافرازی کشورت مبارزه کن» هیچ ارزش درستی ندارد و در صورتی که نه پیوستن کسی به ارتش کاذب نمی‌گردد.
توصیه‌گرایی هم‌چنین با روشی واقعی صحبت کردن بستگی دارد. بیشتر بیانیه‌های اخلاقی در واقعیت به عنوان توصیه‌ها یا اوامر گفته می‌شوند، مثلاً زمانی‌که والدین یا معلمان اطفال را از انجام کارهای نادرست منع می‌کنند. مشهورترین ایده‌ها عبارت از توصیه‌ها هستند: ده فرمان، فرمان خیریه، امر مطلق، فرمان قاعده طلایی اوامری هستند برای انجام دادن یا انجام ندادن چیزی نه برای گفتن این‌که چیزی صادق است یا کاذب.
توصیه‌گرایی با نظریه اخلاقی خداباوری برای اطاعت از خداوند سازگار است. با این حال توصیه‌گرایی از فراطبیعت‌گرایی شناختی که در الهیات وجود دارد و اخلاقات را اراده ذهنی خداوند تفسیر می‌کند فرق دارد، چون توصیه‌گرایی استدلال می‌نماید که قاعده‌های اخلاقی جهان‌شمول بوده و تنها با منطق و بدون ارجاع به خدایی می‌تواند یافت گردد.
از نظر هیر، توصیه‌گرایان نمی‌توانند استدلال نمایند که غیراخلاق گراها از نظر منطقی غلط یا متناقض هستند. هر کسی می‌تواند انتخاب کند که از اوامر اخلاقی پیروی کند یا خیر. با در نظر داشت تفسیر مجدد مسیحیت از انتخاب هرکلس، این امر وضعیت انسان است. از نظر توصیه‌گرایی، اخلاقی بودن مرتبط به دانش نیست (یا حقایق اخلاقی) بلکه مرتبط به شخصیت است (برگزیدن کار درست را انجام دادن). عمل کننده گان نمی‌توانند مسئولیت و آزادی اراده خود را به‌سوی حقایق اخلاقی که در جهان است اظهار نمایند، افراد فضیلت‌مند نیازی ندارند تا منتظر یک امر شناختی باشند تا سپس آنچه درست است را بگزینند.
توصیه‌گرایی هم‌چنین توسط منطق امری، که در آن هیچ ارزش درستی برای امریه‌ها وجود ندارد و توسط نظریه مغالطه طبیعت‌گرایانه پشتیبانی می‌گردد: حتی اگر کسی بتواند موجودیت یک ویژگی اخلاقی را ثابت کند و آن را به‌طور جملات حقیقی بیان کند، او هیچ‌گاهی نمی‌تواند یک امریه از این جمله خارج کند، بنابرین تقلا/ کوشش برای یافتن ویژگی‌های اخلاقی بی-معنی است.